# Daruma (geslacht)
Daruma is een monotypisch geslacht van straalvinnige vissen uit de familie van donderpadden (Cottidae).

## Soort
- Daruma sagamia Jordan & Starks, 1904